# Adderall
Adderall, Adderall XR e Mydayis sono combinazioni di farmaci, soggette a prescrizione medica, che trovano impiego nel trattamento del disturbo da deficit di attenzione/iperattività (ADHD) e della narcolessia. Il farmaco, stimolatore cognitivo, aiuta il mantenimento della concentrazione agendo sul sistema nervoso. Adderall è composto da quattro sali, due dei quali enantiomeri di anfetamina.
A dosi terapeutiche, Adderall provoca effetti come euforia, desiderio sessuale, un miglior controllo cognitivo, aumento dell'attenzione, della concentrazione e diminuzione dell’impulsività. A queste dosi, induce effetti fisici come diminuzione del tempo di reazione, resistenza alla fatica e una maggiore forza muscolare.
Il farmaco presenta una spiccata attività sedativa in caso di astinenza da sostanze come benzodiazepine. Al contrario, dosi molto più elevate di Adderall possono compromettere il controllo cognitivo, provocare una psicosi (ad esempio, generando paranoia). Gli effetti collaterali dell'Adderall variano molto da un individuo all'altro, ma tra i più comuni vi sono manifestazioni di insonnia e secchezza delle fauci. Il rischio di sviluppare una dipendenza è basso quando Adderall viene usato in modo conforme alla prescrizione medica, a dosi giornaliere abbastanza basse, come quelle utilizzate per il trattamento dell'ADHD; tuttavia, l'uso quotidiano di Adderall in dosi giornaliere più elevate rappresenta un rischio significativo verso la dipendenza.